# Eklav
Eklav (Lecania hyalina) är en lavart som först beskrevs av Elias Fries, och fick sitt nu gällande namn av R. Sant. Lecania hyalina ingår i släktet Lecania och familjen Ramalinaceae.   Inga underarter finns listade i Catalogue of Life.
I den svenska databasen Dyntaxa används istället namnet Biatora globulosa för samma taxon.  Arten är reproducerande i Sverige.